# Casalmorano
Casalmorano är en ort och kommun i provinsen Cremona i regionen Lombardiet i Italien. Kommunen hade 1 622 invånare (2018).